# 氷上川継
氷上 川継（ひがみ の かわつぐ）は、奈良時代後期から平安時代初期にかけての貴族。名は河継とも記される。天武天皇の曾孫で、中納言・氷上塩焼の子。

## 経歴
父の塩焼は天平宝字2年（758年）に氷上真人姓を与えられて臣籍降下しているが、川継の誕生がその以前か以後かは明らかでない。
天平宝字8年（764年）9月に父・塩焼は藤原仲麻呂の乱で天皇に擁立されようとするも殺害されたが、不破内親王・川継母子は連座を免れている。神護景雲3年（769年）1月に不破内親王が称徳天皇を呪詛したとして皇族の身分を奪われた時も、川継は関係していない。ただし、このとき不破内親王が天皇に擁立しようとした兄・志計志麻呂は実は川継と同一人物であり、母が不破から「厨女」へと改名させられたのと同様、「川継」から「志計志麻呂」へと改名させられたのとする説もある。なお、古語で「しけし」は、穢れる・荒れるなどの意味がある。
宝亀10年（779年）従五位下に直叙される。桓武朝初頭の天応2年（782年）正月に因幡守に任じられる。同年閏正月10日に川継は味方を集めて、平城宮の北門より侵入して朝廷を転覆させる謀反を計画。一味の宇治王を決行に参加させるために、資人の大和乙人に武器を持たせて密かに宮中に侵入させる。しかし、乙人はあっさり捕縛されて、尋問を受けて川継の謀反計画を自白してしまう。すぐに桓武天皇は勅使を派遣して川継を召喚しようとしたため、川継は裏門より逃亡するが、14日には大和国葛下郡で捕らえられた。川継は伊豆国への流罪となり、母の不破内親王と川継の姉妹たちも連座して淡路国へ流された。また、大宰員外帥として大宰府に赴任していた舅の藤原浜成は兼任していた参議と侍従を解任され、左大弁・大伴家持や右衛士督・坂上苅田麻呂らも一時解任された（氷上川継の乱）。
配所で20年以上過ごした後、桓武朝末の延暦24年（805年）3月に赦免され、翌延暦25年（806年）3月には従五位下に復す。その後、大同4年（809年）典薬頭、弘仁3年（812年）伊豆守を歴任した。

## 官歴
『六国史』による。
- 宝亀10年（779年） 正月25日：従五位下（直叙）
- 天応2年（782年） 正月16日：因幡守。閏正月14日：流罪（伊豆国三島）
- 延暦15年（796年） 12月29日：免課役
- 延暦24年（805年） 3月23日：免罪
- 延暦25年（806年） 3月16日：復位（従五位下）
- 大同4年（809年） 2月13日：典薬頭
- 弘仁3年（812年） 正月12日：伊豆守

## 系譜
- 父：塩焼王
- 母：不破内親王
- 妻：藤原法壱 - 藤原浜成の娘

天長年間末に大監物を務めた氷上井作は子息か。